# Saint-Gengoux-le-National
Saint-Gengoux-le-National är en kommun i departementet Saône-et-Loire i regionen Bourgogne-Franche-Comté i östra Frankrike. Kommunen ligger i kantonen Saint-Gengoux-le-National som tillhör arrondissementet Mâcon. År 2022 hade Saint-Gengoux-le-National 1 047 invånare.

## Befolkningsutveckling
Antalet invånare i kommunen Saint-Gengoux-le-National
| Referens: INSEE |